# Paul Ray Smith
Paul Ray Smith (ur. 24 września 1969, zm. 4 kwietnia 2003) – amerykański żołnierz. Zginął w Bagdadzie w Iraku.
Został pierwszym żołnierzem uhonorowanym Medalem Honoru za męstwo okazane podczas II wojny w Zatoce Perskiej. Odznaczenie zostało pośmiertnie przyznane przez prezydenta George'a W. Busha podczas ceremonii w Białym Domu 4 kwietnia 2005 roku.